# 타일레부주
타일레부주(Tailevu Province)는 피지를 구성하는 14개 주 가운데 하나로 주도는 나우소리이다. 면적은 755km2, 인구는 55,692명(2007년 기준)이다. 행정 구역상으로는 중부구에 속한다. 피지에서 가장 큰 섬인 비치레부섬에 위치한 8개 주 가운데 하나로 비치레부섬 남동부에 위치한다. 피지에서 다섯 번째로 인구가 많은 주이다.